# 1959-es Le Mans-i 24 órás verseny
A 27. Le Mans-i 24 órás versenyt 1959. június 20. és június 21. között rendezték meg.

## Végeredmény
|    | Kategória | #  | Csapat                                           | Versenyzők                     | Modell                    | Motor                   | Körök |
| -- | --------- | -- | ------------------------------------------------ | ------------------------------ | ------------------------- | ----------------------- | ----- |
| 1  | S 3.0     | 5  | David Brown Racing Dept.                         | Carroll Shelby Roy Salvadori   | Aston Martin DBR1/300     | Aston Martin 3.0L I6    | 323   |
| 2  | S 3.0     | 6  | David Brown Racing Dept.                         | Maurice Trintignant Paul Frère | Aston Martin DBR1/300     | Aston Martin 3.0L I6    | 322   |
| 3  | GT 3.0    | 11 | Equipe Nationale Belge                           | Jean Blaton Leon Dernier       | Ferrari 250 GT LWB Coupe  | Ferrari 3.0L V12        | 297   |
| 4  | GT 3.0    | 18 | North American Racing Team (NART)                | André Pilette George Arents    | Ferrari 250 GT Berlinetta | Ferrari 3.0L V12        | 296   |
| 5  | GT 3.0    | 16 | Fernand Tavano North American Racing Team (NART) | Fernand Tavano Bob Grossman    | Ferrari 250 GT California | Ferrari 3.0L V12        | 294   |
| 6  | GT 3.0    | 20 | Lino Fayen                                       | Lino Fayen Gino Munaron        | Ferrari 250 GT Berlinetta | Ferrari 3.0L V12        | 293   |
| 7  | GT 2.0    | 29 | Rudd Racing Ltd.                                 | Ted Whiteaway John Turner      | AC Ace                    | Bristol 2.0L I6         | 273   |
| 8  | GT 1.5    | 41 | William S. Frost                                 | Peter Lumsden Peter Riley      | Lotus Elite Mk14          | Coventry Climax 1.2L I4 | 270   |
| 9  | GT 750    | 46 | Automobiles Deutsch et Bonnet                    | René Cotton Louis Cornet       | DB HBR4                   | Panhard 0.7L Flat-2     | 258   |
| 10 | GT 1.5    | 42 | Border Reivers                                   | Sir John Whitmore Jim Clark    | Lotus Elite Mk14          | Coventry Climax 1.2L I4 | 257   |
| 11 | GT 750    | 45 | Automobiles Deutsch et Bonnet                    | Bernard Consten Paul Armagnac  | DB HBR4                   | Panhard 0.7L Flat-2     | 247   |
| 12 | GT 750    | 44 | Sture Nottorp                                    | Sture Nottorp Gunnar Bengtsson | Saab 93 Sport             | Saab 0.7L I3 (2-Stroke) | 232   |

## Nem értékelhető
|    | Kategória | #  | Csapat                  | Versenyzők                     | Modell                    | Motor        | Körök |
| -- | --------- | -- | ----------------------- | ------------------------------ | ------------------------- | ------------ | ----- |
| 13 | S 750     | 55 | Automobili Stanguellini | Roger Delageneste Paul Guiraud | Stanguellini 750 Sport BA | Fiat 0.7L I4 | 220   |

## Nem ért célba
|    | Kategória | #  | Csapat                            | Versenyzők                               | Modell                          | Motor                   | Körök |
| -- | --------- | -- | --------------------------------- | ---------------------------------------- | ------------------------------- | ----------------------- | ----- |
| 14 | GT 750    | 48 | Automobiles Deutsch et Bonnet     | René Bartholoni Francois Jaeger          | DB HBR5                         | Panhard 0.7L Flat-2     | 169   |
| 15 | GT 2.0    | 27 | Standard Triumph                  | Ninian Sanderson Claude Dubois           | Triumph TR3S                    | Triumph 2.0L I4         | 114   |
| 16 | S 1.1     | 48 | Roger Masson                      | Roger Masson Jean Vinatier               | DB HBR5                         | Panhard 0.9L Flat-2     | 179   |
| 17 | GT 2.0    | 33 | F.W.R. Lund                       | Ted Lund Colin Escott                    | MG A Twin Cam                   | MG 1.6L I4              | 185   |
| 18 | S 3.0     | 14 | Scuderia Ferrari                  | Phil Hill Olivier Gendebien              | Ferrari 250 TR59                | Ferrari 3.0L V12        | 263   |
| 19 | S 1.5     | 35 | Jean Kerguen                      | Jean Kerguen Robert La Caze              | Porsche 550 RS                  | Porsche 1.5L Flat-4     | 229   |
| 20 | S 1.5     | 37 | Ed Hugus                          | Ed Hugus Ray Erickson                    | Porsche 718 RSK                 | Porsche 1.5L Flat-4     | 240   |
| 21 | S 1.5     | 36 | Baron Carel Godin de Beaufort     | Carel Godin de Beaufort Christian Heins  | Porsche 718 RSK                 | Porsche 1.5L Flat-4     | 186   |
| 22 | S 750     | 53 | Team Lotus Engineering            | Alan Stacey Keith Greene                 | Lotus 17                        | Coventry Climax 0.7L I4 | 156   |
| 23 | S 1.5     | 34 | Porsche KG                        | Edgar Barth Wolfgang Seidel              | Porsche 718 RSK                 | Porsche 1.5L Flat-4     | 168   |
| 24 | S 2.0     | 31 | Porsche KG                        | Jo Bonnier Wolfgang von Trips            | Porsche 718 RSK                 | Porsche 1.6L Flat-4     | 182   |
| 25 | S 3.0     | 8  | Ecurie Ecosse                     | Ron Flockhart John Lawrence              | Tojeiro                         | Jaguar 3.0L I6          | 137   |
| 26 | GT 1.5    | 38 | Equipe Los Amigos                 | Jean-Claude Vidilles Jean-François Malle | Lotus Elite Mk14                | Coventry Climax 1.2L I4 | 105   |
| 27 | S 2.0     | 25 | Standard Triumph                  | Peter Jopp Richard Stoop                 | Triumph TR3S                    | Triumph 2.0L I4         | 245   |
| 28 | S 3.0     | 12 | Scuderia Ferrari                  | Dan Gurney Jean Behra                    | Ferrari 250 TR59                | Ferrari 3.0L V12        | 129   |
| 29 | S 3.0     | 30 | Team Lotus Engineering            | Graham Hill Derek Jolly                  | Lotus 15                        | Coventry Climax 2.0L I4 | 119   |
| 30 | S 750     | 52 | O.S.C.A. Automobili               | Jean Laroche André Testut                | O.S.C.A. 750 Sport              | O.S.C.A. 0.7L I4        | 88    |
| 31 | GT 750    | 50 | Alejandro de Tomaso               | Alejandro de Tomaso Colin Davis          | DB HBR5                         | Panhard 0.7L Flat-2     | 63    |
| 32 | S 3.0     | 1  | Brian Lister                      | Ivor Bueb Bruce Halford                  | Lister LM                       | Jaguar 3.0L I6          | 121   |
| 33 | S 3.0     | 19 | Edwin D. Martin                   | Edwin D. Martin William Kimberley        | Ferrari 250 TR58                | Ferrari 3.0L V12        | 108   |
| 34 | S 3.0     | 3  | Ecurie Ecosse                     | Innes Ireland Masten Gregory             | Jaguar D-Type Modified          | Jaguar 3.0L I6          | 70    |
| 35 | S 2.0     | 24 | Cooper Car Company                | Jim Russell Bruce McLaren                | Cooper T49 Monaco Mk1           | Coventry Climax 2.0L I4 | 79    |
| 36 | S 2.0     | 32 | Porsche KG                        | Hans Herrmann Umberto Maglioli           | Porsche 718 RSK                 | Porsche 1.6L Flat-4     | 78    |
| 37 | S 2.0     | 23 | Scuderia Ferrari                  | Giulio Cabianca Giorgio Scarlatti        | Ferrari Dino 196S               | Ferrari 1.9L V6         | 63    |
| 38 | GT 1.1    | 59 | Jacques Faucher                   | Jacques Faucher Gérard Leffargue         | DB HBR4                         | Panhard 0.9L Flat-2     | 53    |
| 39 | S 750     | 56 | Automobili Stanguellini           | René Louis Revillon Joseph Dieu          | Stanguellini 750 Sport Bialbero | Fiat 0.7L I4            | 37    |
| 40 | S 3.0     | 4  | David Brown Racing Dept.          | Stirling Moss Jack Fairman               | Aston Martin DBR1/300           | Aston Martin 3.0L I6    | 70    |
| 41 | GT 750    | 43 | S.A. Hurrell / R.M. North         | Sydney H. Hurrell Roy North              | Saab 93 Sport                   | Saab 0.7L I3 (2-Stroke) | 35    |
| 42 | S 750     | 54 | Team Lotus Engineering            | Michael Taylor Johnathon Sieff           | Lotus 17                        | Coventry Climax 0.7L I4 | 23    |
| 43 | S 750     | 51 | O.S.C.A. Automobili               | Pedro Rodriguez Ricardo Rodríguez        | O.S.C.A. Sport 750TN            | O.S.C.A. 0.7L I4        | 32    |
| 44 | S 3.0     | 2  | Brian Lister                      | Walt Hansgen Peter Blond                 | Lister LM                       | Jaguar 3.0L I6          | 52    |
| 45 | S 3.0     | 7  | A.G. Whitehead                    | Graham Whitehead Brian Naylor            | Aston Martin DBR1/300           | Aston Martin 3.0L I6    | 52    |
| 46 | S 3.0     | 10 | Equipe Nationale Belga            | Lucien Bianchi Alain de Changy           | Ferrari 250 TR58                | Ferrari 3.0L V12        | 47    |
| 47 | GT 2.0    | 60 | John Dashwood                     | John Dashwood William Wilks              | Frazer-Nash Le Mans             | Bristol 2.0L I6         | 30    |
| 48 | S 750     | 62 | Société E.F.A.C.                  | René Philippe Faure Georges Guyot        | Stanguellini Efac SP            | Fiat 0.7L I4            | 58    |
| 49 | S 3.0     | 15 | Scuderia Ferrari                  | Cliff Allison Hernando da Silva Ramos    | Ferrari 250 TR59                | Ferrari 3.0L V12        | 41    |
| 50 | GT 2.0    | 26 | Standard Triumph                  | Peter Bolton Michael Rothschild          | Triumph TR3S                    | Triumph 2.0L I4         | 35    |
| 51 | S 3.0     | 17 | North American Racing Team (NART) | Gilbert Geitner Rod Carveth              | Ferrari 250 TR58                | Ferrari 3.0L V12        | 21    |
| 52 | GT 3.0    | 21 | Écurie Trois Chevrons             | Hubert Patthey Renaud Calderari          | Aston Martin DB4 GT             | Aston Martin 3.0L I6    | 21    |
| 53 | GT 750    | 47 | Automobiles Deutsch et Bonnet     | Pierre Chancel Gérard Laureau            | DB HBR4                         | Panhard 0.7L Flat-2     | 9     |